# VfL Eintracht Hannover
Der VfL Eintracht Hannover von 1848 e.V. ist ein Sportverein in Hannover, der im Jahr 2013 durch Fusion der beiden Sportvereine Eintracht Hannover aus dem hannoverschen Stadtteil Südstadt und VfL Hannover aus dem Stadtteil Nordstadt entstanden ist.
Der SV Eintracht Hannover war traditionell vor allem ein Fußballverein, der VfL Hannover vor allem ein Turnverein. Beide Vereine hatten sich allerdings auf zahlreiche Sportarten erweitert, zu denen auch die Hauptsparte des jeweils anderen Vereins gehörten.
Die vereinseigenen Sportanlagen sowie die Geschäftsstelle und das Vereinsheim sind die der früheren Eintracht Hannover auf ihrem ehemaligen Vereinsgelände zwischen der Hildesheimer Straße und der Hoppenstedtstraße in der Südstadt Hannovers. Die Vereinsanlagen des VfL Hannover in der Straße Am Moritzwinkel in der Nordstadt wurden bei der Fusion aufgegeben. Die Fußball- und Tennissparte des VfL Hannover verweigerten sich gegenüber der Fusion und schlossen sich anderen Vereinen an.
Das im neuen Namen angegebene Gründungsdatum ist das des VfL Hannover. Der neue Verein hat derzeit (2015) ca. 3300 aktive Mitglieder in 29 Sparten und ist damit von der Zahl aktiver Mitglieder her nach dem TK Hannover der zweitgrößte der Stadt.
Die Fußballmannschaft des VfL Eintracht stieg im Jahre 2019 in die Bezirksliga auf.
Die Frauenmannschaft des VfL Eintracht spielt in der Landesliga Hannover.